# TV CG 1
TVCG 1 è il primo canale televisivo dell'ente radiotelevisivo pubblico montenegrino Radio Televizija Crne Gore (RTCG). Trasmette dalla capitale Podgorica in montenegrino e in albanese.

## Programmi
La programmazione del canale è incentrata su telegiornali e produzioni televisive montenegrine.
- Grad koji volim
- Boka pomorska
- Dani Živka Nikolića
- Ljubav na note
- Zemlja vina